# Carretera Estatal de Idaho 6
La Carretera Estatal de Idaho 6, y abreviada SH 6 (en inglés: Idaho State Highway 6) es una carretera estatal estadounidense ubicada en el estado de Idaho. La carretera inicia en el sur desde la SR 272  en la frontera con Washington hacia el norte en la SH 3     en Santa. La carretera tiene una longitud de 65,4 km (40.645 mi).

## Mantenimiento
Al igual que las autopistas interestatales, y las rutas federales y el resto de carreteras estatales, la Carretera Estatal de Idaho 6 es administrada y mantenida por el Departamento de Transporte de Idaho por sus siglas en inglés ITD.

## Cruces
La Carretera Estatal de Idaho 6 es atravesada principalmente por la  US 95  SH 9 .